# Liste der Lieder von Miley Cyrus
Dies ist eine Liste der aufgenommenen und veröffentlichten Lieder der US-amerikanischen Popsängerin Miley Cyrus und ihrer Pseudonyme wie Destiny Hope Cyrus, Hannah Montana und Ashley O. Die Reihenfolge der Titel ist alphabetisch sortiert. Sie gibt Auskunft über die Urheber und auf welchem Tonträger die Komposition erstmals zu finden ist. Ausgenommen in dieser Liste sind Remixe und eigene Neuauflagen (Cover) ohne anderer Besetzung.

## Eigenkompositionen

### /
| Titel       | Autoren           | Album   | Jahr |
| ----------- | ----------------- | ------- | ---- |
| #GETITRIGHT | Pharrell Williams | Bangerz | 2013 |

### #
| Titel                                                           | Autoren                                                                                                 | Album                       | Jahr |
| --------------------------------------------------------------- | --- | --------------------------- | ---- |
| 1 Sun                                                           | Miley Cyrus                                                                                             | Miley Cyrus & Her Dead Petz | 2015 |
| 4 × 4 (feat. Nelly)                                             | Miley Cyrus, Cornell Hayes Jr., Pharrell Williams                                                       | Bangerz                     | 2013 |
| 7 Things                                                        | Antonina Armato, Miley Cyrus, Tim James                                                                 | Breakout                    | 2008 |
| 23 (Mike Will Made It feat. Miley Cyrus, Wiz Khalifa & Juicy J) | Jordan Houston, Pierre Ramon Slaughter, Theron Thomas, Timothy Thomas, Cameron Thomaz, Mike L. Williams | Est. in 1989, Pt. 3         | 2013 |

### A
| Titel                                                        | Autoren                                                                                           | Album                              | Jahr |
| ------------------------------------------------------------ | ------------------------------------------------------------------------------------------------- | ---------------------------------- | ---- |
| Adore You                                                    | Stacy Barthe, Oren Yoel                                                                           | Bangerz                            | 2013 |
| Am I Dreaming (Lil Nas X feat. Miley Cyrus)                  | Montero Hill, Miley Cyrus, Denzel Baptiste, David Biral, Omer Fedi, William Ward, Vincent Goodyer | Montero                            | 2021 |
| Angels Like You                                              | Miley Cyrus, Ryan Tedder, Ali Tamposi, Andrew Wotman, Louis Bell                                  | Plastic Hearts                     | 2020 |
| Angels Protect This Home (Billy Ray Cyrus feat. Miley Cyrus) | Billy Ray Cyrus, Miley Cyrus                                                                      | Thin Line                          | 2016 |
| Are You Ready                                                | Lyrcia Anderson, Toby Gad, BC Jean                                                                | Hannah Montana Forever             | 2010 |
| As I Am                                                      | Xandy Barry, Destiny Hope Cyrus, Shelly Peiken                                                    | Hannah Montana 2: Meet Miley Cyrus | 2007 |
| Ashtrays & Heartbreaks (Snoop Lion feat. Miley Cyrus)        | Calvin Broadus, Andrew Hershey, Angela Hunte, Thomas Pentz, Ariel Rechtshaid                      | Reincarnated                       | 2013 |
| Attention                                                    | Miley Cyrus, Maxx Morando                                                                         | Attention: Miley Live              | 2022 |

### B
| Titel                                               | Autoren                                                  | Album                              | Jahr |
| Bad Karma (feat. Joan Jett)                         | Miley Cyrus, Ilsey Juber                                 | Plastic Hearts                     | 2020 |
| Bad Mood                                            | Miley Cyrus                                              | Younger Now                        | 2017 |
| Bang Me Box                                         | Miley Cyrus                                              | Miley Cyrus & Her Dead Petz        | 2015 |
| Barefoot Cinderella                                 | James Dean Hicks, Jamie Houston                          | Hannah Montana Forever             | 2010 |
| BB Talk                                             | Miley Cyrus                                              | Miley Cyrus & Her Dead Petz        | 2015 |
| Beautiful That Way                                  | Miley Cyrus, Andrew Wyatt, Lykke Li                      | The Last Showgirl Soundtrack       | 2024 |
| Been Here All Along                                 | Aris Archontis, Jeannie Lurie, Chen Neeman               | Hannah Montana Forever             | 2010 |
| Before the Storm (Jonas Brothers feat. Miley Cyrus) | Miley Cyrus, Joe Jonas, Kevin Jonas II, Nick Jonas       | Lines, Vines and Trying Times      | 2009 |
| Bigger Than Us                                      | Antonina Armato, Tim James                               | Hannah Montana 2: Meet Miley Cyrus | 2007 |
| Bottom of the Ocean                                 | Antonina Armato, Miley Cyrus, Tim James, Devrim Karaoglu | Breakout                           | 2008 |
| Breakout                                            | Ted Bruner, Gina Schock, Trey Vittetoe                   | Breakout                           | 2008 |
| Butterfly Fly Away (mit Billy Ray Cyrus)            | Glen Ballard, Alan Silvestri                             | Hannah Montana: The Movie          | 2009 |

### C
| Titel                                                 | Autoren                                                                                  | Album                              | Jahr |
| ----------------------------------------------------- | ---------------------------------------------------------------------------------------- | ---------------------------------- | ---- |
| Can’t Be Tamed                                        | Miley Cyrus, Double-A, Paul NZA, Rock Mafia                                              | Can’t Be Tamed                     | 2010 |
| Cattitude (feat. RuPaul)                              | Miley Cyrus, Andrew Wyatt, Alma Miettinen, Ilsey Juber, RuPaul Andre Charles, King Henry | She Is Coming                      | 2019 |
| Christmas Is (Dolly Parton feat. Miley Cyrus)         | Dolly Parton                                                                             | A Holly Dolly Christmas            | 2020 |
| Clear                                                 | Xandy Barry, Destiny Hope Cyrus, Shelly Peiken                                           | Hannah Montana 2: Meet Miley Cyrus | 2007 |
| Come Get It Bae (Pharrell Williams feat. Miley Cyrus) | Pharrell Williams                                                                        | Girl                               | 2014 |
| Cyrus Skies                                           | Miley Cyrus, Steven Drozd, Wayne Coyne                                                   | Miley Cyrus & Her Dead Petz        | 2015 |

### D
| Titel                                                  | Autoren | Album                       | Jahr |
| ------------------------------------------------------ | --- | --------------------------- | ---- |
| Decisions (Borgore feat. Miley Cyrus)                  | | Decisions – Remixes EP      | 2012 |
| Doctor (Work It Out) (mit Pharrell Williams)           | Pharrell Williams, Miley Cyrus, Michael Pollack | —                           | 2024 |
| Do My Thang                                            | William Adams, Jean Baptiste, Ryan Replay Buendia, Miley Cyrus, Kyle Edwards, Michael McHenry                                                                              | Bangerz                     | 2013 |
| Dooo It!                                               | Miley Cyrus, Wayne Coyne, Steven Drozd, Dennis Coyne | Miley Cyrus & Her Dead Petz | 2015 |
| Don’t Call Me Angel (mit Lana Del Rey & Ariana Grande) | Miley Cyrus, Lana Del Rey, Ariana Grande, Savan Kotecha, Max Martin, Alma-Sofia Miettinen, Ilya Salmanzadeh                                                                |                             | 2019 |
| Don’t Walk Away                                        | Miley Cyrus, Hillary Lindsey, John Shanks | Hannah Montana: The Movie   | 2009 |
| Don’t Wanna Be Torn                                    | Mitch Allan, Kara DioGuardi | Hannah Montana 3            | 2009 |
| Dream                                                  | Kara DioGuardi, John Shanks | Hannah Montana: The Movie   | 2009 |
| D.R.E.A.M.                                             | Miley Cyrus, John Cunningham, Ilsey Juber, Clifford Smith, Corey Woods, David Porter, Dennis Coles, Isaac Hayes, Jason Hunter, Lamont Hawkins, Robert Diggs, Russell Jones | She Is Coming               | 2019 |
| Drive                                                  | Miley Cyrus, Samuel Jean, Pierre Ramon Slaughter, Mike L. Williams II | Bangerz                     | 2013 |

### E
| Titel                                               | Autoren | Album                              | Jahr |
| --------------------------------------------------- | --- | ---------------------------------- | ---- |
| East Northumberland High                            | Antonina Armato, Samantha Jo Moore, Tim James | Hannah Montana 2: Meet Miley Cyrus | 2007 |
| Easy Lover                                          | Miley Cyrus, Michael Pollack, Ryan Tedder, Omer Fedi | Something Beautiful                | 2025 |
| End of the World                                    | Miley Cyrus, Alec O'Hanley, Gregory Aldae Hein, Jonathan Rado, Michael Pollack, Molly Rankin Everett                                                      | Something Beautiful                | 2025 |
| Every Girl You've Ever Loved (feat. Naomi Campbell) | Miley Cyrus, Michael Pollack, Shawn Everett, Alec O'Hanley, Jonathan Rado, Marie Davidson, David Dewaele, Stephen Dewaele, Pierre Guerineau, Molly Rankin | Something Beautiful                | 2025 |
| Every Part of Me                                    | Andy Dodd, Adam Watts | Hannah Montana 3                   | 2009 |
| Every Rose Has Its Thorn                            | Bobby Dall, C.C DeVille, Bret Michaels, Rikki Rocket | Can’t Be Tamed                     | 2010 |
| Evil Is But a Shadow                                | Miley Cyrus, Wayne Coyne, Steven Drozd, Derek Levi Brown, Dennis Coyne                                                                                    | Miley Cyrus & Her Dead Petz        | 2015 |

### F
| Titel                                                                                  | Autoren                                                                                            | Album                       | Jahr |
| -------------------------------------------------------------------------------------- | -------------------------------------------------------------------------------------------------- | --------------------------- | ---- |
| Fall Down (will.i.am feat. Miley Cyrus)                                                | William Adams, Lukasz Gottwald, Benjamin Levin, Henry Walter                                       | #willpower                  | 2013 |
| Feelin’ Myself (will.i.am feat. Miley Cyrus, French Montana, Wiz Khalifa & DJ Mustard) | Mikely Adam, William Adams, Jean Baptiste, Karim Kharbouch, Dijon McFarlane, Cameron Jibril Thomaz | #willpower                  | 2013 |
| Flowers                                                                                | Miley Cyrus, Gregory Aldae Hein, Michael Pollack                                                   | Endless Summer Vacation     | 2023 |
| Fly on the Wall                                                                        | Antonina Armato, Miley Cyrus, Tim James, Devrim Karaoglu                                           | Breakout                    | 2008 |
| Forgiveness and Love                                                                   | Adam Schmalholz, Miley Cyrus, Rock Mafia                                                           | Can’t Be Tamed              | 2010 |
| FU (feat. French Montana)                                                              | Rami Samir Afuni, Miley Cyrus, Karim Kharbouch, Maureen McDonald                                   | Bangerz                     | 2013 |
| Fuckin Fucked Up                                                                       | Miley Cyrus, Dennis Coyne                                                                          | Miley Cyrus & Her Dead Petz | 2015 |
| Full Circle                                                                            | Scott Cutler, Miley Cyrus, Anne Preven                                                             | Breakout                    | 2008 |
| Fweaky                                                                                 | Miley Cyrus                                                                                        | Miley Cyrus & Her Dead Petz | 2015 |

### G
| Titel                       | Autoren                                                                                     | Album                              | Jahr |
| --------------------------- | ------------------------------------------------------------------------------------------- | ---------------------------------- | ---- |
| G.N.O. (Girl’s Night Out)   | Destiny Hope Cyrus, Tamara Dunn, Matthew Wilder                                             | Hannah Montana 2: Meet Miley Cyrus | 2007 |
| Gimme What I Want           | Miley Cyrus, Majid Al-Maskati, Ali Tamposi, Andrew Wotman, Louis Bell                       | Plastic Hearts                     | 2020 |
| Give Me Love                | Miley Cyrus, Tom Hull, Tyler Johnson                                                        | Something Beautiful                | 2025 |
| Giving You Up               |                                                                                             | -                                  | 2010 |
| Golden Burning Sun          | Miley Cyrus, Jonathan Rado, Michael Pollack, Shawn Everett, Bibi Bourelly, Tobias Jesso Jr. | Something Beautiful                | 2025 |
| Golden G String             | Miley Cyrus, Andrew Wyatt                                                                   | Plastic Hearts                     | 2020 |
| Gonna Get This (feat. Iyaz) | Johan Alkens, Niclas Molinder, Joacim Persson, Drew Ryan Scott                              | Hannah Montana Forever             | 2010 |
| Good and Broken             | Antonina Armato, Destiny Hope Cyrus, Tim James                                              | Hannah Montana 2: Meet Miley Cyrus | 2007 |
| Goodbye                     | Antonina Armato, Miley Cyrus, Tim James                                                     | Breakout                           | 2008 |

### H
| Titel                             | Autoren                                                                                                 | Album                       | Jahr |
| --------------------------------- | --- | --------------------------- | ---- |
| Hands in the Air (feat. Ludacris) | Christopher Bridges, Asia Bryant, Miley Cyrus, Samuel Jean, Pierre Ramon Slaughter, Mike L. Williams II | Bangerz (Deluxe Edition)    | 2013 |
| Hands of Love                     | Linda Perry                                                                                             | Freeheld Soundtrack         | 2015 |
| Handstand                         | Miley Cyrus, Harmony Korine, Maxx Morando                                                               | Endless Summer Vacation     | 2023 |
| Hate Me                           | Miley Cyrus, Ali Tamposi, Andrew Wotman, Louis Bell                                                     | Plastic Hearts              | 2020 |
| He Could Be the One               | Mitch Allan, Kara DioGuardi                                                                             | Hannah Montana 3            | 2009 |
| High                              | Miley Cyrus, Jennifer Decilveo, Caitlyn Smith                                                           | Plastic Hearts              | 2020 |
| Hoedown Throwdown                 | Adam Anders, Nikki Hassman                                                                              | Hannah Montana: The Movie   | 2009 |
| Hovering (mit Trace Cyrus)        | Miley Cyrus, Brian Green                                                                                | Breakout (Platinum Edition) | 2008 |

### I
| Titel                                    | Autoren                                                                                       | Album                                | Jahr |
| ---------------------------------------- | --------------------------------------------------------------------------------------------- | ------------------------------------ | ---- |
| Inspired                                 | Miley Cyrus                                                                                   | Younger Now                          | 2017 |
| I Forgive Yiew                           | Miley Cyrus, Sam Hook                                                                         | Miley Cyrus & Her Dead Petz          | 2015 |
| I Get So Scared                          | Miley Cyrus                                                                                   | Miley Cyrus & Her Dead Petz          | 2015 |
| I Got Nerve                              | Aruna Abrams, Ken Hauptman, Jeannie Lurie                                                     | Hannah Montana                       | 2006 |
| I Hope You Find It                       | Steve Robson, Jeffrey Steele                                                                  | Mit Dir an meiner Seite (OST)        | 2010 |
| II Most Wanted (mit Beyoncé)             | Beyoncé Knowles-Carter, Miley Cyrus, Ryan Tedder, Michael Pollack                             | Cowboy Carter                        | 2024 |
| I Learned from You (mit Billy Ray Cyrus) | Steve Diamond, Matthew Gerrard                                                                | Hannah Montana                       | 2006 |
| I Miss You                               | Destiny Hope Cyrus, Brian Green, Wedi Foy Green                                               | Hannah Montana 2: Meet Miley Cyrus   | 2007 |
| Interlude 1                              | Miley Cyrus, Max Taylor-Sheppard, Jonathan Rado, Maxx Morando, Michael Pollack, Shawn Everett | Something Beautiful                  | 2025 |
| Interlude 2                              | Miley Cyrus, Jonathan Rado, Maxx Morando, Michael Pollack, Shawn Everett                      | Something Beautiful                  | 2025 |
| Island                                   | Miley Cyrus, BJ Burton, Jennifer Decilveo, Caitlyn Smith, Michael Pollack, Dani Miller        | Endless Summer Vacation              | 2023 |
| I Thought I Lost You (mit John Travolta) | Miley Cyrus, Jeffrey Steele                                                                   | Bolt – Ein Hund für alle Fälle (OST) | 2008 |
| I Wanna Know You (feat. David Archuleta) | Aristeidis Archontis, Jeannie Lurie, Chen Neeman                                              | Hannah Montana 3                     | 2009 |
| I Would Die For You                      | Miley Cyrus                                                                                   | Younger Now                          | 2017 |
| I’ll Always Remember You                 | Jessi Alexander, Mitch Allan                                                                  | Hannah Montana Forever               | 2010 |
| I’m So Drunk                             | Miley Cyrus                                                                                   | Miley Cyrus & Her Dead Petz          | 2015 |
| I’m Still Good                           | Aris Archontis, Jeannie Lurie, Chen Neeman                                                    | Hannah Montana Forever               | 2010 |
| Ice Cream Freeze (Let’s Chill)           | Matthew Gerrard, Robbie Nevil                                                                 | Hannah Montana 3                     | 2009 |
| If We Were a Movie (feat. Corbin Bleu)   | Jeannie Lurie, Holly Mathis                                                                   | Hannah Montana                       | 2006 |
| If We Were a Movie (feat. Corbin Bleu)   | Jeannie Lurie, Holly Mathis                                                                   | Hannah Montana 3                     | 2009 |
| It’s All Right Here                      | Antonina Armato, Tim James                                                                    | Hannah Montana 3                     | 2009 |

### J
| Titel                                           | Autoren                                 | Album                   | Jahr |
| ----------------------------------------------- | --------------------------------------- | ----------------------- | ---- |
| Jaded                                           | Miley Cyrus, Greg Kurstin, Sarah Aarons | Endless Summer Vacation | 2023 |
| Just a Girl                                     | Arama Brown, Toby Gad                   | Hannah Montana 3        | 2009 |
| Just Like You                                   | Andy Dodd, Adam Watts                   | Hannah Montana          | 2006 |
| Just Stand Up! (mit Artists Stand Up to Cancer) | Babyface, Ronnie Walton                 | —                       | 2008 |

### K
| Titel                 | Autoren                                                                             | Album                       | Jahr |
| --------------------- | ----------------------------------------------------------------------------------- | --------------------------- | ---- |
| Karen Don't Be Sad    | Miley Cyrus, Wayne Coyne, Steven Drozd                                              | Miley Cyrus & Her Dead Petz | 2015 |
| Kicking and Screaming | Kara DioGuardi, John Shanks                                                         | The Time of our Lives       | 2009 |
| Kiss It Goodbye       | Jacob Hazell, Charlie Masson, Niclas Mollinder, Joacim Persson, Christoffer Wikberg | Hannah Montana Forever      | 2010 |

### L
| Titel                                     | Autoren                                                                                             | Album                              | Jahr |
| ----------------------------------------- | --------------------------------------------------------------------------------------------------- | ---------------------------------- | ---- |
| Let’s Dance                               | Antonina Armato, Destiny Hope Cyrus, Tim James                                                      | Hannah Montana 2: Meet Miley Cyrus | 2007 |
| Let’s Do This                             | Derek George, Tim Owens, Adam Tefteller, Ali Theodore                                               | Hannah Montana: The Movie          | 2009 |
| Let’s Get Crazy                           | Dave Derby, Colleen Fitzpatrick, Michael Kotch, Liv Nervo, Mim Nervo, Stefanie Ridel, Michael Smith | Hannah Montana: The Movie          | 2009 |
| Liberty Walk                              | Antonina Armato, Miley Cyrus, John Read Fasse, Tim James, Michael McGinnis, Nick Scape              | Can’t Be Tamed                     | 2010 |
| Life’s What You Make It                   | Matthew Gerrard, Robbie Nevil                                                                       | Hannah Montana 2: Meet Miley Cyrus | 2007 |
| Lighter                                   | Miley Cyrus                                                                                         | Miley Cyrus & Her Dead Petz        | 2015 |
| Love Money Party (feat. Big Sean)         | Sean Anderson, Miley Cyrus, Sean Garrett, Marquel Middlebrooks, Mike L. Williams II                 | Bangerz                            | 2013 |
| Love Someone                              | Miley Cyrus                                                                                         | Younger Now                        | 2017 |
| Love That Lets Go (feat. Billy Ray Cyrus) | Adam Anders, Nikki Hassman                                                                          | Hannah Montana Forever             | 2010 |

### M
| Titel                                     | Autoren | Album                              | Jahr |
| ----------------------------------------- | --- | ---------------------------------- | ---- |
| Make Some Noise                           | Andy Dodd, Adam Watts | Hannah Montana 2: Meet Miley Cyrus | 2007 |
| Malibu                                    | Miley Cyrus | Younger Now                        | 2017 |
| Maybe You’re Right                        | Miley Cyrus, Tyler Sam Johnson, Camaron Ochs, John Shanks, Pierre Ramon Slaughter, Mike L. Williams II                                                                           | Bangerz                            | 2013 |
| Midnight Sky                              | Miley Cyrus, Ilsey Juber, Jonathan Bellion, Ali Tamposi, Andrew Wotmann, Louis Bell                                                                                              | Plastic Hearts                     | 2020 |
| Miley Tibetan Bowlzzz                     | Miley Cyrus, Steven Drozd | Miley Cyrus & Her Dead Petz        | 2015 |
| Milky Milky Milk                          | Miley Cyrus, Wayne Coyne, Steven Drozd, Dennis Coyne | Miley Cyrus & Her Dead Petz        | 2015 |
| Miss You So Much                          | Miley Cyrus | Younger Now                        | 2017 |
| Mixed Up                                  | Kara DioGuardi, Marti Frederiksen | Hannah Montana 3                   | 2009 |
| More to Lose                              | Miley Cyrus, Michael Pollack, Autumn Rowe | Something Beautiful                | 2025 |
| Morning Sun (Rock Mafia feat. Mily Cyrus) | | —                                  | 2012 |
| Mother's Daughter                         | Miley Cyrus, Andrew Wyatt, Alma Miettinen | She Is Coming                      | 2019 |
| Muddy Feet (feat. Sia)                    | Miley Cyrus, Michael Pollack, Michael Len Williams II, Bibi Bourelly, Gregory Aldae Hein, Jesse Shatkin, Sia Furler, Jesse van der Meulen, David Frank, Steve Kipner, Pam Sheyne | Endless Summer Vacation            | 2023 |
| My Darlin’ (feat. Future)                 | Miley Cyrus, Jeremih Felton, Ben E. King, Jerry Leiber, Pierre Ramon Slaughter, Mike Stoller, Nayvadius Wilburn, Mike L. Williams II                                             | Bangerz                            | 2013 |
| My Heart Beats for Love                   | Miley Cyrus, Hillary Lindsey, Gordie Sampson, John Shanks | Can’t Be Tamed                     | 2010 |
| My Sad Christmas Song                     | Miley Cyrus | —                                  | 2015 |

### N
| Titel                                                       | Autoren | Album                              | Jahr |
| ----------------------------------------------------------- | --- | ---------------------------------- | ---- |
| Need a Little Love (feat. Sheryl Crow)                      | Jamie Houston                                                                                                   | Hannah Montana Forever             | 2010 |
| Never Be Me                                                 | Miley Cyrus, Ilsey Juber, Mark Ronson                                                                           | Plastic Hearts                     | 2020 |
| Night Crawling (feat. Billy Idol)                           | Miley Cyrus, Billy Idol, Ryan Tedder, Michael Pollack, Ali Tamposi, Andrew Wotman, Nathan Perez, Taylor Hawkins | Plastic Hearts                     | 2020 |
| Nobody’s Perfect                                            | Matthew Gerrard, Robbie Nevil                                                                                   | Hannah Montana 2: Meet Miley Cyrus | 2007 |
| Nothing Breaks Like a Heart (Mark Ronson feat. Miley Cyrus) | Miley Cyrus, Mark Ronson, Clément Picard, Conor Szymanski, Ilsey Juber, Maxime Picard, Thomas Brenneck          | Late Night Feelings                | 2018 |
| Nothing to Lose (Bret Michaels feat. Miley Cyrus)           | Bret Michaels                                                                                                   | Custom Built                       | 2010 |

### O
| Titel            | Autoren                                    | Album                              | Jahr |
| ---------------- | ------------------------------------------ | ---------------------------------- | ---- |
| Obsessed         | Roger Lavoie                               | The Time of our Lives              | 2009 |
| Old Blue Jeans   | Michael Bradford, Pam Sheyne               | Hannah Montana 2: Meet Miley Cyrus | 2007 |
| On a Roll        | Miley Cyrus, Charlie Brooker, Trent Reznor | On a Roll                          | 2019 |
| On My Own        | Pharrell Williams                          | Bangerz (Deluxe Edition)           | 2013 |
| Ordinary Girl    | Arama Brown, Toby Gad                      | Hannah Montana Forever             | 2010 |
| One in a Million | Negin Djafari, Toby Gad                    | Hannah Montana 2: Meet Miley Cyrus | 2007 |

### P
| Titel                     | Autoren | Album                       | Jahr |
| ------------------------- | --- | --------------------------- | ---- |
| Pablow the Blowfish       | Miley Cyrus | Miley Cyrus & Her Dead Petz | 2015 |
| Party in the U.S.A.       | Jessica Cornish, Lukasz Gottwald, Claude Kelly                                                                                        | The Time of our Lives       | 2009 |
| Party Up the Street       | Miley Cyrus, Andrew Wyatt, Khalif Malik Ibn Shaman Brown, Asheton Hogan, Michael Williams II                                          | She Is Coming               | 2019 |
| Permanent December        | Miley Cyrus, Claude Kelly, John Shanks                                                                                                | Can’t Be Tamed              | 2010 |
| Plastic Hearts            | Miley Cyrus, Ryan Tedder, Ali Tamposi, Andrew Wotman, Louis Bell                                                                      | Plastic Hearts              | 2020 |
| Prelude                   | Miley Cyrus, Cole Haden, Jonathan Rado, Maxx Morando, Michael Pollack, Shawn Everett                                                  | Something Beautiful         | 2025 |
| Pretend You're God        | Miley Cyrus, Michael Pollack, Maxx Morando, Gregory Aldae Hein, Andrew Wyatt, Emile Haynie, Shawn Everett, Jonathan Rado              | Something Beautiful         | 2025 |
| Prisoner (feat. Dua Lipa) | Miley Cyrus, Dua Lipa, Ali Tamposi, Michael Pollack, Andrew Wotman, Stefan Johnson, Jordan K. Johnson, Marcus Lomax, Jonathan Bellion | Plastic Hearts              | 2020 |
| Pumpin’ Up the Party      | Jamie Houston | Hannah Montana              | 2006 |

### Q
| Titel    | Autoren                        | Album                  | Jahr |
| -------- | ------------------------------ | ---------------------- | ---- |
| Que Sera | Toby Gad, BC Jean, Denise Rich | Hannah Montana Forever | 2010 |

### R
| Titel                                                    | Autoren | Album                              | Jahr |
| -------------------------------------------------------- | --- | ---------------------------------- | ---- |
| Rainbowland (Dolly Parton)                               | Miley Cyrus, Dolly Parton | Younger Now                        | 2017 |
| Ready, Set, Don’t Go (Billy Ray Cyrus feat. Miley Cyrus) | Casey Beathard, Billy Ray Cyrus | Home at Last                       | 2007 |
| Real and True (Future feat. Miley Cyrus & Mr. Hudson)    | Nayvadius Cash, Miley Cyrus, Benjamin Hudson McIldowie                                                                                    | —                                  | 2013 |
| Reborn                                                   | Miley Cyrus, Michael Pollack, Maxx Morando, Gregory Aldae Hein, Max Taylor-Sheppard, Ian Gold, Ethan Shevin, Shawn Everett, Jonathan Rado | Something Beautiful                | 2025 |
| Right Here                                               | Antonina Armato, Destiny Hope Cyrus, Tim James                                                                                            | Hannah Montana 2: Meet Miley Cyrus | 2007 |
| Right Where I Belong                                     | Trent Reznor | On a Roll                          | 2019 |
| River                                                    | Miley Cyrus, Justin Tranter, Thomas Hull, Tyler Johnson                                                                                   | Endless Summer Vacation            | 2023 |
| Robot                                                    | Miley Cyrus, John Shanks | Can’t Be Tamed                     | 2010 |
| Rockstar                                                 | Aristedis Archontis, Jeannie Lurie, Chen Neeman                                                                                           | Hannah Montana 2: Meet Miley Cyrus | 2007 |
| Rooting for My Baby                                      | Miley Cyrus, Pharrell Williams | Bangerz (Deluxe Edition)           | 2013 |
| Rose Colored Lenses                                      | Miley Cyrus, Thomas Hull, Tyler Johnson                                                                                                   | Endless Summer Vacation            | 2023 |

### S
| Titel                                           | Autoren                                                                                                   | Album                              | Jahr |
| ----------------------------------------------- | --- | ---------------------------------- | ---- |
| Scars                                           | Miley Cyrus, John Shanks                                                                                  | Can’t Be Tamed                     | 2010 |
| See You Again                                   | Antonina Armato, Destiny Hope Cyrus, Tim James                                                            | Hannah Montana 2: Meet Miley Cyrus | 2007 |
| Send It On (mit Disney’s Friends for Change)    | Peer Åström, Adam Anders, Nikki Hassman                                                                   | Send It On – US Digital EP         | 2009 |
| She's Not Him                                   | Miley Cyrus                                                                                               | Younger Now                        | 2017 |
| Simple Song                                     | Jesse Littleton, Jeffrey Steele                                                                           | Breakout                           | 2008 |
| Slab of Butter (Scorpion) (feat. Sarah Barthel) | Miley Cyrus, Wayne Coyne, Steven Drozd, Dennis Coyne                                                      | Miley Cyrus & Her Dead Petz        | 2015 |
| Slide Away                                      | Miley Cyrus, Alma Miettinen, Andrew Wyatt, Michael Len Williams II                                        | —                                  | 2019 |
| SMS (Bangerz) (feat. Britney Spears)            | Miley Cyrus, Sean Garrett, Marquel Middlebrooks, Mike L. Williams II                                      | Bangerz                            | 2013 |
| Someday                                         | Antonina Armato, Miley Cyrus, Jessica Davidson James, Devrim Karaoglu                                     | Breakout (Platinum Edition)        | 2008 |
| Someone Else                                    | Miley Cyrus, Maureen McDonald, Pierre Ramon Slaughter, Theron Thomas, Timothy Thomas, Mike L. Williams II | Bangerz                            | 2013 |
| Something About Space Dude                      | Miley Cyrus, Wayne Coyne, Derek Brown, Steven Drozd, Dennis Coyne                                         | Miley Cyrus & Her Dead Petz        | 2015 |
| Something Beautiful                             | Miley Cyrus, Maxx Morando, Max Taylor-Sheppard, Michael Pollack, Ryan Beatty                              | Something Beautiful                | 2025 |
| Space Bootz                                     | Miley Cyrus                                                                                               | Miley Cyrus & Her Dead Petz        | 2015 |
| Spotlight                                       | Scott Cutler, Anne Preven                                                                                 | Hannah Montana: The Movie          | 2009 |
| Stand (Billy Ray Cyrus feat. Miley Cyrus)       | Andy Dodd, Adam Watts                                                                                     | Wanna Be Your Joe                  | 2006 |
| Start All Over                                  | Scott Cutler, Fefe Dobson, Anne Preven                                                                    | Hannah Montana 2: Meet Miley Cyrus | 2007 |
| Stay                                            | Miley Cyrus                                                                                               | Can’t Be Tamed                     | 2010 |
| Supergirl                                       | Kara DioGuardi, Dan James                                                                                 | Hannah Montana 3                   | 2009 |

### T
| Titel                                 | Autoren                                                                                                 | Album                              | Jahr |
| ------------------------------------- | --- | ---------------------------------- | ---- |
| Take Me Along                         | Miley Cyrus, John Shanks                                                                                | Can’t Be Tamed                     | 2010 |
| Talk Is Cheap                         | Amy Lindop, John Shanks                                                                                 | The Time of our Lives              | 2009 |
| Tangerine (feat. Big Sean)            | Miley Cyrus, Steven Drozd, Wayne Coyne, Dennis Coyne, Big Sean                                          | Miley Cyrus & Her Dead Petz        | 2015 |
| Teardrop (feat. Lolawolf)             | |                                    | 2016 |
| The Best of Both Worlds               | Matthew Gerrard, Robbie Nevil                                                                           | Hannah Montana                     | 2006 |
| The Climb                             | Jessi Alexander, Jon Mabe                                                                               | Hannah Montana: The Movie          | 2009 |
| The Driveway                          | Scott Cutler, Miley Cyrus, Anne Preven                                                                  | Breakout                           | 2008 |
| The Floyd Song (Sunrise)              | Miley Cyrus, Steven Drozd, Wayne Coyne, Dennis Coyne                                                    | Miley Cyrus & Her Dead Petz        | 2015 |
| The Good Life                         | Bridget Benenate, Matthew Gerrard                                                                       | Hannah Montana: The Movie          | 2009 |
| The Most                              | Miley Cyrus, Ilsey Juber, Mark Ronson, Jonny Price, Marcus Lomax, Stefan Johnson, Brandon Joyner Burton | She Is Coming                      | 2019 |
| The Other Side of Me                  | Matthew Gerrard, Jay Landers, Robbie Nevil                                                              | Hannah Montana                     | 2006 |
| These Four Walls                      | Scott Cutler, Cheyenne Kimball, Anne Preven                                                             | Breakout                           | 2008 |
| Thinkin‘                              | Miley Cyrus                                                                                             | Younger Now                        | 2017 |
| This Is the Life                      | Jeannie Lurie, Shari Short                                                                              | Hannah Montana                     | 2006 |
| Thousand Miles (feat. Brandi Carlile) | Miley Cyrus, Tobias Jesso Jr., Bibi Bourelly, Michael Len Williams II                                   | Endless Summer Vacation            | 2023 |
| Tiger Dreams (feat. Ariel Pink)       | Miley Cyrus, Steven Drozd, Wayne Coyne                                                                  | Miley Cyrus & Her Dead Petz        | 2015 |
| Time of Our Lives                     | Lukasz Gottwald, Claude Kelly, Pebe Seber, Kesha Sebert                                                 | The Time of our Lives              | 2009 |
| True Friend                           | Jeannie Lurie                                                                                           | Hannah Montana 2: Meet Miley Cyrus | 2007 |
| Twerk (mit Justin Bieber & Lil Twist) | |                                    | 2013 |
| Twinkle Song                          | Miley Cyrus                                                                                             | Miley Cyrus & Her Dead Petz        | 2015 |
| Two More Lonely People                | Angie Aparo, Antonina Armato, Miley Cyrus, Brandon Jane, Kevin Kadish                                   | Can’t Be Tamed                     | 2010 |

### U
| Titel            | Autoren                                                               | Album                   | Jahr |
| ---------------- | --------------------------------------------------------------------- | ----------------------- | ---- |
| Unholy           | Miley Cyrus, Andrew Wyatt, Ilsey Juber, Jasper Sheff, John Cunningham | She Is Coming           | 2019 |
| Used to Be Young | Miley Cyrus, Gregory Aldae Hein, Michael Pollack                      | Endless Summer Vacation | 2023 |

### V
| Titel            | Autoren                                                                  | Album                   | Jahr |
| ---------------- | ------------------------------------------------------------------------ | ----------------------- | ---- |
| Violet Chemistry | Miley Cyrus, Michael Williams II, Jesse Shatkin, James Blake, Sia Furler | Endless Summer Vacation | 2023 |

### W
| Titel                                                             | Autoren | Album                              | Jahr |
| ----------------------------------------------------------------- | --- | ---------------------------------- | ---- |
| Wake Up America                                                   | Antonina Armato, Miley Cyrus, Aaron Dudley, Tim James                                                                 | Breakout                           | 2008 |
| Walk of Fame (feat. Brittany Howard)                              | Miley Cyrus, Maxx Morando, Michael Pollack, Shawn Everett, Brittany Howard, Jonathan Rado                             | Something Beautiful                | 2025 |
| Week Without You                                                  | Miley Cyrus | Younger Now                        | 2017 |
| We Belong to the Music (Timbaland feat. Miley Cyrus)              | Jim Beanz, Jerome Harmon, Walter Millsap III, Tim Mosley, Candice Nelson                                              | Shock Value II                     | 2009 |
| We Can’t Stop                                                     | Miley Cyrus, Douglas Davis, Pierre Ramon Slaughter, Theron Thomas, Timothy Thomas, Ricky Walters, Mike L. Williams II | Bangerz                            | 2013 |
| We Got the Party We Got the Party (live) (mit den Jonas Brothers) | Kara DioGuardi, Greg Wells                                                                                            | Hannah Montana 2: Meet Miley Cyrus | 2007 |
| We Got the Party We Got the Party (live) (mit den Jonas Brothers) | Kara DioGuardi, Greg Wells                                                                                            | Best of Both Worlds Concert        | 2008 |
| What’s Not to Like                                                | Matthew Gerrard, Robbie Nevil                                                                                         | Hannah Montana: The Movie          | 2009 |
| When I Look at You                                                | Hilary Lindsay, John Shanks                                                                                           | The Time of our Lives              | 2009 |
| Wherever I Go                                                     | Andy Dodd, Adam Watts                                                                                                 | Best of Hannah Montana             | 2011 |
| Who Owns My Heart                                                 | Miley Cyrus, Devrim Karaoğlu, Rock Mafia                                                                              | Can’t Be Tamed                     | 2010 |
| Who Said                                                          | Matthew Gerrard, Jay Landers, Robbie Nevil                                                                            | Hannah Montana                     | 2006 |
| Wildcard                                                          | Miley Cyrus, Thomas Hull, Tyler Johnson, Tobias Jesso Jr.                                                             | Endless Summer Vacation            | 2023 |
| Without You (mit The Kid Laroi)                                   | Charlton Howard, Billy Walsh, Blake Slatkin, Omer Fedi, Miley Cyrus                                                   | —                                  | 2021 |
| Wonder Woman                                                      | Miley Cyrus, Michael Pollack, Gregory Aldae Hein, Thomas Hull, Tyler Johnson                                          | Endless Summer Vacation            | 2023 |
| Wrecking Ball                                                     | Lukasz Gottwald, Maureen McDonald, Stephan Moccio, Sacha Skarbek, Henry Walter                                        | Bangerz                            | 2013 |
| WTF Do I Know                                                     | Miley Cyrus, Ryan Tedder, Ali Tamposi, Andrew Wotman, Louis Bell                                                      | Plastic Hearts                     | 2020 |

### Y
| Titel                                 | Autoren                                                      | Album                              | Jahr |
| ------------------------------------- | ------------------------------------------------------------ | ---------------------------------- | ---- |
| You                                   | Miley Cyrus, Bibi Bourelly, Michael Pollack, Ian Kirkpatrick | Endless Summer Vacation            | 2023 |
| Younger Now                           | Miley Cyrus                                                  | Younger Now                        | 2017 |
| You and Me Together                   | Jamie Houston                                                | Hannah Montana 2: Meet Miley Cyrus | 2007 |
| You’ll Always Find Your Way Back Home | Martin Johnson, Taylor Swift                                 | Hannah Montana: The Movie          | 2009 |

## Coverversionen
| Titel                                                                                | Autoren                                                                                             | Album                                                                      | Jahr |
| ------------------------------------------------------------------------------------ | --------------------------------------------------------------------------------------------------- | -------------------------------------------------------------------------- | ---- |
| A Day In the Life (The Flaming Lips feat. Miley Cyrus & New Fumes)                   | John Lennon, Paul McCartney                                                                         | With a Little Help From My Fwends                                          | 2014 |
| Don't Let the Sun Go Down On Me                                                      | Bernie Taupin, Elton John                                                                           | Revamp: The Songs of Elton John & Bernie Taupin                            | 2018 |
| Edge of Midnight (Midnight Sky Remix) (feat. Stevie Nicks)                           | Miley Cyrus, Stephanie Nicks, Ali Tamposi, Ilsey Juber, Jonathan Bellion, Andrew Wotman, Louis Bell | Plastic Hearts                                                             | 2020 |
| Everybody Hurts (mit Helping Haiti)                                                  | Bill Berry, Peter Buck, Mike Mills, Michael Stipe                                                   | Hope for Haiti Now                                                         | 2010 |
| Girls Just Wanna Have Fun                                                            | Robert Hazard                                                                                       | Breakout                                                                   | 2008 |
| Happy Xmas (War Is Over) (Miley Cyrus & Mark Ronson feat. Sean Ono Lennon)           | John Lennon, Yoko Ono                                                                               | —                                                                          | 2018 |
| Heart of Glass (live from the iHeart Festival)                                       | Chris Stein, Debbie Harry                                                                           | Plastic Hearts                                                             | 2020 |
| I Got So High That I Saw Jesus (Noah Cyrus feat. Miley Cyrus)                        | Noah Cyrus, PJ Harding                                                                              | —                                                                          | 2020 |
| Lucy in the Sky with Diamonds (The Flaming Lips feat. Miley Cyrus & Moby)            | John Lennon, Paul McCartney                                                                         | With a Little Help from My Fwends                                          | 2014 |
| Nothing Else Matters (feat. WATT, Elton John, Yo-Yo Ma, Robert Trujillo, Chad Smith) | James Hetfield, Lars Ulrich                                                                         | The Metallica Blacklist                                                    | 2021 |
| Overboard (live) (Justin Bieber feat. Miley)                                         | Justin Bieber, Kevin Risto, Wayne Nugent, Taurian Shropshire, Dapo Torimiro                         | Never Say Never: The Remixes                                               | 2011 |
| Part of Your World                                                                   | Howard Ashman, Alan Menken                                                                          | Disneymania 5                                                              | 2007 |
| Psycho Killer                                                                        | Chris Frantz, David Byrne, Tina Weymouth                                                            | Everyone's Getting Involved: A Tribute to Talking Heads' Stop Making Sense | 2024 |
| Santa Claus Is Coming to Town                                                        | John Frederick Coots, Haven Gillespie                                                               | All Wrapped Up                                                             | 2008 |
| The Bitch Is Back                                                                    | Bernie Taupin, Elton John                                                                           | Restoration: The Songs of Elton John And Bernie Taupin                     | 2018 |
| The Thrill Is Gone / Django (Jeff Goldblum feat. Miley Cyrus)                        | John Lewis, Lew Brown, Ray Henderson                                                                | I Shouldn't Be Telling You This                                            | 2019 |
| We Are the World 25 for Haiti (mit Artists for Haiti)                                | Michael Jackson, Lionel Richie                                                                      | —                                                                          | 2010 |
| You’re Gonna Make Me Lonesome When You Go (mit Johnzo West)                          | Bob Dylan                                                                                           | Chimes of Freedom                                                          | 2012 |
| Zip-a-Dee-Doo-Dah                                                                    | Ray Gilbert, Allie Wrubel                                                                           | Disneymania 4                                                              | 2006 |
| Zombie (live from the NIVA Save Our Stage Festival)                                  | Dolores O’Riordan                                                                                   | Plastic Hearts                                                             | 2020 |